# Grindsted Å
Grindsted Å är ett vattendrag på Jylland i Danmark. Ån ligger i Region Syddanmark. Grindsted Å är tillsammans med Ansager Å ett källflöde till Varde Å.